# Ringlatjärnen
Ringlatjärnen är en sjö i Älvsbyns kommun i Norrbotten och ingår i Piteälvens huvudavrinningsområde. Ringlatjärnen ligger i Piteälven Natura 2000-område.